# Tanque de hidrógeno

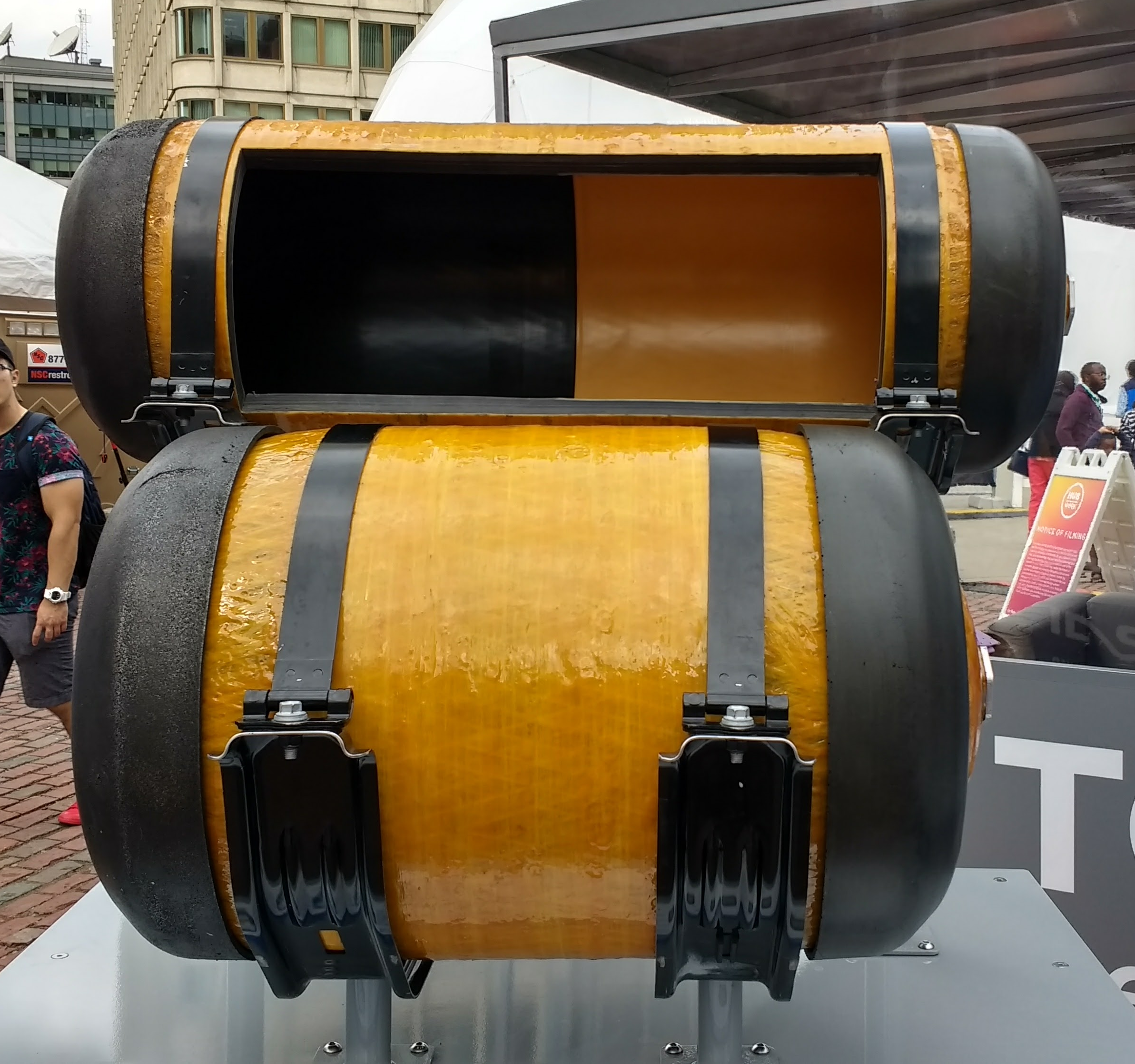
Tanque de hidrógeno de un Toyota

Un tanque de hidrógeno es usado para el almacenamiento de hidrógeno, la mayoría de los tanques están hechos de material compuesto debido a la fragilización por hidrógeno. Algunos tanques son usados para almacenamiento fijo, otros pueden ser recargados en estaciones de hidrógeno. Los primeros tanques de hidrógeno tipo IV para hidrógeno comprimido fueron mostrados en el 2001, los primeros vehículos de celda de combustible comerciales con tanques tipo IV fueron el Toyota FCHV, Mercedes-Benz F-Cell y el HydroGen4.
En la estación de hidrógeno de Hamburgo, los tanques pueden ser recargados con hidrógeno comprimido a 350 o 200 bares.
Los tanques de hidrógeno comprimido son comúnmente usados dentro de automóviles como una fuente de combustible para la aceleración y generación de electricidad y agua, la misma electricidad la cual es usada para alimentar la batería del automóvil.